# Пиер Рьоверди
Пиер Рьоверди (или Реверди) (на френски: Pierre Reverdy) е френски поет, свързван с кубизма и сюрреализма.

## Биография

### Произход
Пиер Рьоверди е роден в южна Франция, в региона Нарбон близо до т.нар. Montagnes Noires (Черни планини). Сведенията за детството му са малко и неясни. Когато се родил, майка му е била омъжена за човек, който живеел в Аржентина. Родителите му сключват брак едва през 1897 г. Известен е фактът, че баща му го научил да чете и пише. Прадедите му били каменоделци и скулптори, чиито произведения са всъщност елементи от църковна украса.

### Животът в Париж
Пристига в Париж през октомври 1910 г., за да се посвети на писане. Там в художествения анклав около Bateau-Lavoir, той се запознава с Гийом Аполинер, Макс Жакоб, Пабло Пикасо, Жорж Брак, Амедео Модилиани и Андре Бретон. Всички идвали, за да се възхищават и възхваляват поезията на Рьоверди. През 1915 г. той публикува малък като обем сборник с поезия. Втората му стихосбирка, която излиза през 1924 г. – „Les épaves du ciel“, му носи огромен успех. Стихотворенията в него са кратки, фрагментарни, думите пресъздават остри визуализации; обемът им е литературен еквивалент на пластичното изкуство, практикувано от художниците и скулпторите кубисти. В първия манифест на сюрреализма Бретон нарича Рьоверди „най-великият поет на епохата“. Луи Арагон казва за него, че е техният „непосредствен старейшина, поет за пример“. През 1917 г. заедно с Гийом Аполинер и Макс Жакоб създават списанието Nord-Sud, което включва много дадаистки и сюрреалистични текстове. Между 15 март 1917 и 15 октомври 1918 г. са отпечатани 16 книжки. Смята се, че идеята за името на периодичното издание е вдъхновена от отварянето на нова линия на парижкото метро в направление север-юг, от Монмартър до Монпарнас; това било и намерението на Рьоверди – да обедини жизнеността на тези два квартала.
По природа Рьоверди е мрачен човек, поради това и стоящ встрани от френетичния свят на бохемския Париж. През 1926 г. по време на ритуален акт, означаващ отказ от материалния свят, той изгаря много от своите ръкописи пред очите на своите приятели. Приема католицизма и се премества заедно със съпругата си, Хенриет, в малка къща в близост до Бенедиктинското абатство в Солем. Това място се превръща в негов дом през следващите 30 години, където води „отшелнически“ живот.

### Оттегляне в уединение
Докато живее в Солем, подготвя няколко стихосбирки, включително „Sources du vent“, „Ferraille“ и „Le Chant des morts“. Освен това публикува и две произведения с критически характер (като реакция на литературата смесена с афоризми) озаглавени „En vrac“ и „Le livre de mon bord“. По време на Втората световна война, когато Франция е окупирана от Германия, Рьоверди става партизанин в съпротивителното движение. При освобождаването на Париж от нацистите, борците от Френската съпротива поемат отговорността за залавянето и арестуването на френския предател и германски шпионин Барон Луи де Вауфреланд.

## Рьоверди и Коко Шанел
Известно е, че една от най-продължителните и сърдечни връзки на Рьоверди е била с дизайнерката Коко Шанел – романсът им трае от 1921 до 1926 г. След като огънят на този пожар угасва, те продължават да поддържат приятелски отношения близо 40 години. Рьоверди бил едновременно ужасен и заинтригуван от социалния кръг около нея. Тогава поетът силно се увлича по американския джаз, който по това време набира голяма популярност сред парижани, тип нощен живот, който Коко не понасяла. Дизайнерката обаче била необходим компонент в поетичната му продукция. Тя го окуражава, подпомагала неговите креативни възможности и дори успявала да уталожи финансовата му нестабилност, като тайно изкупувала ръкописите му чрез неговия издател.
Смята се, че легендарните максими, приписвани на Шанел, публикувани в периодичните издания, са били създадени под менторството на Рьоверди, като съвместна работа. „Преглед на кореспонденцията ѝ разкрива пълно противоречие между стила ѝ на писане на писма и този на композиране на максими. След коригиране на шепата афоризми, които Шанел пише за своята професия, Рьоверди добавя към колекцията „шанелизми“ мисли от по-общ характер – за живота и светоусещането, за очарованието и любовта.“
Предполага се, че Рьоверди не е бил наясно със сътрудничеството на Шанел с нацистите по време на войната. Докато той бил убеден в безпомощността на жените, като по уязвим пол, скоро установил, че Шанел е манипулирана от мъже, които я убедили да се превърне в шпионин на германците. Още повече, като предан католик, Рьоверди успява да освободи Коко от собствените ѝ прегрешения. Толкова силна била връзката му с нея, че през 1960 г., усещайки, че смъртта му е близка, Рьоверди пише поема, посветена на жената, която е обичал цели 40 години.

## Произведения
- Poèmes en prose (1915; Стихове в проза)
- La lucarne ovale (1916; Таванско прозорче)
- Quelques poèmes (1916; Няколко стихотворения)
- Le voleur de Talan (1917), роман
- Les ardoises du toit (1918)
- Les jockeys camouflés et période hors-texte (1918)
- La guitare endormie (1919)
- Self defence (1919)
- Étoiles peintes (1921)
- Coeur de chêne (1921)
- Cravates de chanvre (1922)
- Les épaves du ciel (1924)
- Écumes de la mer (1925)
- Grande nature (1925)
- La peau de l'homme (1926), роман
- Le gant de crin (1927, Ръкавица от конски косми)
- La balle au bond (1928)
- Sources du vent (1929)
- Flaques de verre (1929)
- Pierres blanches (1930)
- Risques et périls (1930)
- Ferraille (1937)
- Plein verre (1940)
- Visages (1946)
- Le chant des morts (1948)
- Le livre de mon bord (1948)
- Une aventure méthodique (1950)
- Cercle doré (1953)
- Au soleil du plafond (1955)
- En vrac (1956)
- La liberté des mers (1959)
- À René Char (1962)
- Sable mouvant (1966)

## За него
- Rousselot J. Pierre Reverdy. Paris: Seghers, 1951
- Brunner P. Pierre Reverdy. De la solitude au mystère. Zürich: Juris Verlag, 1966
- Greene R.W. The poetic theory of Pierre Reverdy. Berkeley: University of California Press, 1967.
- Caws M.A. La main de Pierre Reverdy. Genève: Droz, 1979.
- Cailleau Cl. Dans les pas de Pierre Reverdy. Saint-Jean-des-Mauvrets: Petit pavé, 2006